# (267003) Burkert
Pour les articles homonymes, voir Burkert.
(267003) Burkert est un astéroïde de la ceinture principale.

## Description
(267003) Burkert est un astéroïde de la ceinture principale. Il fut découvert le 10 août 1978 à La Silla par Lutz Dieter Schmadel. Il présente une orbite caractérisée par un demi-grand axe de 3,19 UA, une excentricité de 0,29 et une inclinaison de 26,3° par rapport à l'écliptique.

## Compléments